# Igazságügyi és Rendészeti Minisztérium
Az Igazságügyi és Rendészeti Minisztérium (rövidítése:IRM) a Magyar Köztársaság egyik minisztériuma volt, amelyet a 2006. évi LV. törvény hozott létre. 2010-ben megszűnt; jogutódja a Közigazgatási és Igazságügyi Minisztérium lett.

## Miniszterek
- Petrétei József addigi igazságügy-miniszter, 2007. május 31-ig (Első Gyurcsány-kormány illetve második Gyurcsány-kormány.
- Takács Albert (2007. június 1. és 2008. február 17. között (második Gyurcsány-kormány)
- Draskovics Tibor (2008. február 18. és 2009. december 14. között) (második Gyurcsány-kormány illetve Bajnai-kormány)
- Forgács Imre (2009. december 15. - 2010. május 29.) (Bajnai-kormány)

## A minisztérium hatásköre
1. állampolgársági ügyek
2. anyakönyvi ügyek
3. igazságügy
4. kárpótlási ügyek
5. személyi adat- és lakcímnyilvántartás
6. közigazgatás fejlesztés